# YassEncore
YassEncore, de son vrai nom Yassine Chemek, né le 21 juillet 1997 à La Rochelle, est un influenceur web et streameur français. Populaire sur le réseau social Twitter, notamment en 2019 lors de la double-suspension de son compte, il crée et anime l'émission Zen avec Maxime Biaggi en octobre 2021, diffusée sur Twitch, qu'il quitte dès le deuxième épisode.

## Biographie
Yassine Chemek naît le 21 juillet 1997 à La Rochelle. Originaire de l'île de Ré, il déménage à Angers où il obtient une licence en information et communication,. Il est d'abord actif sur le réseau social Twitter en parallèle de ses études, à partir de 2017, où il gagne en popularité, puis sur Twitch.

### 2018-2019: Radio Sexe
Entre 2018 et 2019, il fait partie de l'équipe de l'émission Radio Sexe.

### 2019: suspension de son compte Twitter
Le 26 août 2019 au soir, son compte Twitter est suspendu, puis un nouveau compte le 28 août. Sans raison apparente, cette double-suspension est l'objet d'une vague de soutien de la part des utilisateurs du réseau social,,. Il recrée un compte mi-septembre de la même année.

### 2021: création deZen
En octobre 2021, il crée et anime l'émission Zen avec Maxime Biaggi, de laquelle il se retire dès l'épisode 2. Il est remplacé par Grimkujow.

### 2022:Eleven All Stars
Le 19 novembre 2022, il est membre de l'équipe de France face à l'Espagne pour le match Eleven All Stars.